# Get Used to It
Get Used to It è il secondo album dei Rhino Bucket, uscito nel 1992 per l'Etichetta discografica Reprise Records.

## Tracce
1. Beat to Death Like a Dog (Dolivo, Downes, Fields, Jason, Jones) 4:54
2. No Friend Of Mine (Dolivo, Fields) 3:37
3. Hey There (Dolivo, Fields) 4:15
4. The Devil Sent You (Dolivo, Downes, Fields) 4:05
5. This Ain't Heaven (Dolivo, Downes, Fields) 4:21
6. She's a Screamer (Dolivo, Fields) 3:42
7. Bar Time (Dolivo, Fields, Manning) 4:14
8. Burn the World (Dolivo, Fields) 3:56
9. Ride With Yourself (Dolivo, Fields) 3:16
10. Scratch N' Sniff (Dolivo, Fields) 3:55
11. Stomp (Dolivo, Downes, Fields, Jason) 2:32

## Formazione
- Georg Dolivo - voce, chitarra
- Greg Fields - chitarra
- Reeve Downes - basso
- Liam Jason - batteria